# Thunderstruck
〈Thunderstruck〉은 호주의 하드 록 밴드 AC/DC의 1990년 음반 《The Razors Edge》의 리드 싱글이다.
이 곡은 독일, 호주, 일본에서 싱글로 발매되었으며, 미국 《빌보드》 핫 메인스트림 록 트랙에서 5위로 정점을 찍었다. 2010년, 〈Thunderstruck〉은 호주 멜버른에서 열린 트리플 M의 얼티밋 500 록 카운트다운에서 1위를 차지했다. 상위 5곡은 모두 AC/DC 곡이었다.

## 인증
| 국가                                                            | 인증        | 판매량/출하량 |
| --------------------------------------------------------------- | ----------- | ------------- |
| 오스트레일리아 (ARIA)                                           | 5× 플래티넘 | 350,000       |
| 덴마크 (IFPI Danmark)                                           | 골드        | 45,000        |
| 이탈리아 (FIMI)                                                 | 플래티넘    | 50,000        |
| 멕시코 (AMPROFON)                                               | 3× 플래티넘 | 180,000       |
| 영국 (BPI)                                                      | 플래티넘    | 600,000       |
| 캐나다 (뮤직 캐나다)                                            | 플래티넘    | 40,000^       |
| 미국 (RIAA)                                                     | 플래티넘    | 1,798,000     |
| ^출하량을 기반으로 한 인증 · 판매량+스트리밍을 기반으로 한 인증 |             |               |

## 참여 인원
- 브라이언 존슨 – 리드 보컬
- 앵거스 영 – 리드 기타
- 맬컴 영 – 리듬 기타, 백 보컬
- 클리프 윌리엄스 – 베이스 기타, 백 보컬
- 크리스 슬레이드 – 드럼, 퍼커션